# Trichobactrus
Trichobactrus brevispinosus és una espècie d'aranya araneomorfa de la subfamília dels erigonins, dins de la família Linyphiidae. És l'únic membre del gènere monotípic Trichobactrus.
Es pot trobar a Mongòlia i a Tuvà (Rússia).
Fou descrit per primera vegada per J. Wunderlich l'any 1995.